# Julián Obiglio
Julián Martín Obiglio (n. en 1976 en Ciudad de Buenos Aires) es abogado y político argentino. Fue Diputado Nacional del PRO por la Ciudad de Buenos Aires en los períodos legislativos 2005-2009 y 2010-13; 
Función actual
Es Presidente y Director Ejecutivo de la Fundación Nuevas Generaciones.
En su primer mandato como Diputado de la Nación fue Secretario del Interbloque PROE, donde en el año 2013, presentó un proyecto de ley que fija multas para los “organizadores” de manifestaciones a las que vayan jóvenes menores de 16 años participen en marchas o manifestaciones, proponiendo que la policía saque de las protestas sociales a los jóvenes que vea en la manifestación, e incluso que el Estado, también a través de la policía, impida que los padres lleven a sus hijos a una movilización. Frente a las críticas que recibió su proyecto, Obiglio argumenta que se trata de un tema de “minoridad”. El proyecto de ley presentado establece la prohibición de la “concurrencia, presencia y/o permanencia de menores de 16 años de edad, en protestas sociales, manifestaciones o marchas de índole partidario, estudiantil, social o político”. 
Es Vicepresidente de la International Democrat Union (IDU), mandato 2022-2025.
Es consultor para el sector público y el sector privado.
Función Pública
Fue Diputado Nacional por el distrito Ciudad de Buenos Aires (Períodos legislativos 2005/9 y 2010/13) y Parlamentario del Mercosur (Períodos 2007/9 y 2012/3).
Antecedentes profesionales
Miembro del Estudio Jurídico Argentino-Español “Cremades & Calvo Sotelo / Borda” desde el año 1999.
Estudios
Estudió la primaria y la secundaria en el Colegio Champagnat.
En los años 2003/4 realizó una Maestría en política en la Fundación FIIAPP, de Madrid, España. Becado especialmente por el Presidente José María Aznar a través de la Fundación para el Análisis y los Estudios Sociales (FAES).
Idiomas
Español, inglés y portugués
Su trayectoria política incluye haber fundado en 2002, junto a Ricardo López Murphy, el partido Recrear para el Crecimiento. A su vez impulsó en 2005 la Alianza PRO, la cual lo llevó como candidato a Diputado Nacional.
A mediados de 2008 se afilió al nuevo partido PRO y fundó una agrupación de dirigentes de la llamada “generación intermedia” (30 a 45 años de edad), integrantes del PRO y otros partidos liberales y conservadores de Argentina.
Es miembro fundador y director de la Fundación Nuevas Generaciones.

## Actividad Legislativa
Como Diputado de la Nación fue Secretario del bloque PRO.
Autor de numerosos proyectos de ley y legislador muy activo en los debates parlamentarios más relevantes.

## Comisiones
Integró las siguientes Comisiones: 
- Mercosur (Presidente)
- Legislación de trabajo (Secretario)
- Industria (Secretario)
- Bicameral permanente del trámite legislativo (Vocal)
- Bicameral de control de los fondos de la Seguridad Social (Vocal)
- Pequeñas y medianas empresas (Vocal)
- Legislación general (Vocal)
- Presupuesto y hacienda (Vocal)
- Intereses marítimos, fluviales, pesqueros, y portuarios (Vocal)
- Grupo parlamentario de amistad con Sudáfrica (Presidente)
- Grupo parlamentario de amistad con Alemania (Vocal)
- Grupo parlamentario de amistad con Israel (Vocal)
- Grupo parlamentario de amistad con el Líbano (Vocal)
- Grupo parlamentario de amistad con España (Vocal)